# Pacific Junction
Pacific Junction est une ville du comté de Mills, en Iowa, aux États-Unis. Elle est fondée en 1871 et incorporée le 11 janvier 1882.

## Source de la traduction
- (en) Cet article est partiellement ou en totalité issu de l’article de Wikipédia en anglais intitulé « Pacific Junction, Iowa » (voir la liste des auteurs).